# ロシアの島の一覧
ロシアの島の一覧（ロシアのしまのいちらん）は、ロシアの島を一覧形式で表したものである。

## 一覧
ここに掲載しているのは
- 3,000平方キロメートル（1,158 sq mi）以上の面積を持つすべての島
- 重要な事項・役割など、特筆性のある島

である。
- ゼムリャ・アレクサンドラ（ゼムリャフランツァヨシファ）
- 阿頼度島（千島列島）
- アイオン島
- ベリコフスキー島（ノヴォシビルスク諸島）
- ベルイ島（カラ海）
- ベネット島（デロング諸島）
- ラトマノフ島（ダイオミード諸島）
- Bolotnyi ostov（モスクワ市モスクワ川）
- ボリシェヴィク島（セヴェルナヤ・ゼムリャ諸島）
- 大リャーホフスキー島（英語版）（ノヴォシビルスク諸島）
- ボリショイ・シャンタル島（英語版）（シャンタル諸島）
- デロング諸島（ノヴォシビルスク諸島）
- ディクソン島（カラ海）
- ゼムリャ・ゲオルグ（ゼムリャフランツァヨシファ）
- グレエムベル島（ゼムリャフランツァヨシファ）
- ヘンリエッタ島（デロング諸島）
- ゲラリト島（英語版）
- イオナ島（オホーツク海）
- 択捉島（千島列島）日本が領有権を主張している
- ジャネット島（デロング諸島）
- コルグエフ島
- コムソモレツ島（セヴェルナヤ・ゼムリャ諸島）
- コテリヌイ島（ノヴォシビルスク諸島）
- 国後島（千島列島）
- リシー島（英語版）（ナホトカ湾）
- 小タイミル島（セヴェルナヤ・ゼムリャ諸島）
- メシュドゥシャルスキー島（英語版）（ノヴァヤゼムリャ）
- 十月革命島（セヴェルナヤ・ゼムリャ諸島）
- オリホン島（バイカル湖）
- 温禰古丹島（千島列島）
- ルドルフ島（ゼムリャフランツァヨシファ）
- 幌筵島（千島列島）
- ピオネール島（セヴェルナヤ・ゼムリャ諸島）
- ポポヴァ島（英語版）（イェフゲニー諸島）
- プチャーチン島（英語版）
- レイネケ島（英語版）（イェフゲニー諸島）
- ルースキー島（イェフゲニー諸島）
- ルースキー島 (カラ海)（英語版）（ノルデンショルド群島）
- 樺太
- シャーマン・カメン（バイカル湖）
- シュミット島（セヴェルナヤ・ゼムリャ諸島）
- セヴェルヌィ島（ノヴァヤゼムリャ）
- 捨子古丹島（千島列島）
- 占守島（千島列島）
- シビリャコヴァ（アンガラ川、イルクーツク）
- 新知島（千島列島）
- ソロヴェツキー諸島
- タイミル島
- ウエジネニヤ島（英語版）（カラ海の北縁）
- 得撫島（千島列島）
- ウシャコフ島（カラ海の北縁）
- ウシュカニ・オストロフ（バイカル湖）
- ヴァシリエフスキー島（サンクトペテルブルク）
- ヴァイガチ島
- ゼムリャ・ビリチェク（ゼムリャフランツァヨシファ）
- ヴィゼ島（カラ海の北縁）
- ウランゲリ島
- ユノスティ島（英語版）（アンガラ川、イルクーツク）
- ユージヌィ島（ノヴァヤゼムリャ）
- ジョホフ島（デロング諸島）

## 一覧 (面積順)
ロシアにある面積が約200km2以上の島の一覧。
| 順位 | 島名                                                     | 面積(km2) | 緯度経度                                                            |
| ---- | -------------------------------------------------------- | --------- | ------------------------------------------------------------------- |
| 1    | 樺太（サハリン島）                                       | 76,400    | 北緯51度00分00秒 東経143度00分00秒 / 北緯51.00000度 東経143.00000度 |
| 2    | セヴェルヌィ島                                           | 48,904    | 北緯75度30分00秒 東経60度00分00秒 / 北緯75.50000度 東経60.00000度   |
| 3    | ユージヌィ島                                             | 33,275    | 北緯72度00分00秒 東経54度00分00秒 / 北緯72.00000度 東経54.00000度   |
| 4    | コテリヌイ島                                             | 23,165    | 北緯75度20分00秒 東経141度00分00秒 / 北緯75.33333度 東経141.00000度 |
| 5    | 十月革命島                                               | 14,170    | 北緯79度30分00秒 東経97度00分00秒 / 北緯79.50000度 東経97.00000度   |
| 6    | ボリシェヴィク島                                         | 11,312    | 北緯78度37分48秒 東経102度28分50秒 / 北緯78.63000度 東経102.48056度 |
| 7    | コムソモレツ島                                           | 9,006     | 北緯80度29分03秒 東経94度59分47秒 / 北緯80.48417度 東経94.99639度   |
| 8    | ウランゲリ島                                             | 7,850     | 北緯71度14分00秒 西経179度25分00秒 / 北緯71.23333度 西経179.41667度 |
| 9    | ノヴァヤ・シビリ島                                       | 6,201     | 北緯75度05分14秒 東経148度27分30秒 / 北緯75.08722度 東経148.45833度 |
| 10   | ボリショイ・リャーホフスキー島                           | 5,157     | 北緯73度24分00秒 東経141度30分00秒 / 北緯73.40000度 東経141.50000度 |
| 11   | ヴァイガチ島                                             | 3,383     | 北緯69度59分49秒 東経59度34分44秒 / 北緯69.99694度 東経59.57889度   |
| 12   | コルグエフ島                                             | 4,968     | 北緯69度05分00秒 東経49度15分00秒 / 北緯69.08333度 東経49.25000度   |
| 13   | 択捉島                                                   | 3,139     | 北緯45度03分54秒 東経147度50分25秒 / 北緯45.06500度 東経147.84028度 |
| 14   | ゼムリャ・ゲオルグ                                       | 2,821     | 北緯80度29分13秒 東経49度19分43秒 / 北緯80.48694度 東経49.32861度   |
| 15   | カラギンスキー島                                         | 2,404     | 北緯58度55分00秒 東経164度20分00秒 / 北緯58.91667度 東経164.33333度 |
| 16   | ゼムリャ・ビリチェク                                     | 2,203     | 北緯80度35分00秒 東経60度30分00秒 / 北緯80.58333度 東経60.50000度   |
| 17   | 幌筵島                                                   | 2,053     | 北緯50度20分00秒 東経155度45分00秒 / 北緯50.33333度 東経155.75000度 |
| 18   | アイオン島                                               | 2,000     | 北緯69度47分24秒 東経168度39分03秒 / 北緯69.79000度 東経168.65083度 |
| 19   | ベルイ島                                                 | 1,810     | 北緯73度15分00秒 東経70度50分00秒 / 北緯73.25000度 東経70.83333度   |
| 20   | ボリショイ・シャンタル島                                 | 1,766.1   | 北緯54度56分00秒 東経137度30分00秒 / 北緯54.93333度 東経137.50000度 |
| 21   | ボリショイ・ベギチェフ島                                 | 1,764     | 北緯74度20分00秒 東経112度42分00秒 / 北緯74.33333度 東経112.70000度 |
| 22   | ベーリング島                                             | 1,660     | 北緯55度00分03秒 東経166度16分23秒 / 北緯55.00083度 東経166.27306度 |
| 23   | グレエムベル島                                           | 1,556     | 北緯80度51分59秒 東経64度17分21秒 / 北緯80.86639度 東経64.28917度   |
| 24   | ピオネール島                                             | 1,527     | 北緯79度55分01秒 東経92度01分59秒 / 北緯79.91694度 東経92.03306度   |
| 25   | 国後島                                                   | 1,490     | 北緯44度07分00秒 東経145度51分00秒 / 北緯44.11667度 東経145.85000度 |
| 26   | 得撫島                                                   | 1,450     | 北緯45度56分00秒 東経150度02分00秒 / 北緯45.93333度 東経150.03333度 |
| 27   | 小リャーホフスキー島                                     | 1,325     | 北緯74度08分33秒 東経140度47分00秒 / 北緯74.14250度 東経140.78333度 |
| 28   | オレニイ島                                               | 1,197     | 北緯72度25分48秒 東経77度36分36秒 / 北緯72.43000度 東経77.61000度   |
| 29   | ガリヤ島                                                 | 1,049     | 北緯80度19分10秒 東経57度59分05秒 / 北緯80.31944度 東経57.98472度   |
| 30   | ゼムリャ・アレクサンドラ                                 | 1,051     | 北緯80度38分38秒 東経46度49分49秒 / 北緯80.64389度 東経46.83028度   |
| 31   | ソールズベリー島                                         | 960       | 北緯80度55分00秒 東経56度08分00秒 / 北緯80.91667度 東経56.13333度   |
| 32   | シビリャコフ島                                           | 847       | 北緯72度54分00秒 東経79度11分00秒 / 北緯72.90000度 東経79.18333度   |
| 33   | メシュドゥシャルスキー島                                 | 742       | 北緯71度12分00秒 東経52度50分00秒 / 北緯71.20000度 東経52.83333度   |
| 34   | オリホン島                                               | 730       | 北緯53度09分24秒 東経107度23分01秒 / 北緯53.15667度 東経107.38361度 |
| 35   | マック＝クリントク島                                     | 612       | 北緯80度11分26秒 東経56度34分18秒 / 北緯80.19056度 東経56.57167度   |
| 36   | ベリコフスキー島                                         | 535.3     | 北緯75度33分10秒 東経135度50分30秒 / 北緯75.55278度 東経135.84167度 |
| 37   | ジャクソン島                                             | 521.4     | 北緯81度13分47秒 東経56度37分44秒 / 北緯81.22972度 東経56.62889度   |
| 38   | ラ＝ロンシエール島                                       | 478       | 北緯80度58分56秒 東経60度59分39秒 / 北緯80.98222度 東経60.99417度   |
| 39   | シュミット島                                             | 467       | 北緯81度07分32秒 東経90度55分41秒 / 北緯81.12556度 東経90.92806度   |
| 40   | グケラ島                                                 | 459.8     | 北緯80度14分00秒 東経53度02分00秒 / 北緯80.23333度 東経53.03333度   |
| 41   | ツィーグラー島                                           | 448       | 北緯80度58分21秒 東経57度25分28秒 / 北緯80.97250度 東経57.42444度   |
| 42   | ショカルスキー島                                         | 428       | 北緯72度58分00秒 東経74度27分00秒 / 北緯72.96667度 東経74.45000度   |
| 43   | 温禰古丹島                                               | 425       | 北緯49度27分00秒 東経154度45分00秒 / 北緯49.45000度 東経154.75000度 |
| 44   | タイミル島                                               | 401       | 北緯76度12分00秒 東経96度00分00秒 / 北緯76.20000度 東経96.00000度   |
| 45   | 占守島                                                   | 388       | 北緯50度44分00秒 東経156度19分00秒 / 北緯50.73333度 東経156.31667度 |
| 46   | チャンプ島                                               | 374.3     | 北緯80度40分26秒 東経56度14分13秒 / 北緯80.67389度 東経56.23694度   |
| 47   | フェクリストヴァ島                                       | 372       | 北緯55度00分00秒 東経136度57分00秒 / 北緯55.00000度 東経136.95000度 |
| 48   | ルイージ島                                               | 371       | 北緯80度47分30秒 東経54度57分26秒 / 北緯80.79167度 東経54.95722度   |
| 49   | 新知島                                                   | 353       | 北緯46度58分00秒 東経152度02分00秒 / 北緯46.96667度 東経152.03333度 |
| 50   | 黒瞎子島                                                 | 350       | 北緯48度21分41秒 東経134度48分50秒 / 北緯48.36139度 東経134.81389度 |
| 51   | サルム島                                                 | 344       | 北緯80度00分00秒 東経59度20分00秒 / 北緯80.00000度 東経59.33333度   |
| 52   | カール＝アレキサンダー島                                 | 329       | 北緯81度27分44秒 東経57度37分00秒 / 北緯81.46222度 東経57.61667度   |
| 53   | ルースキー島                                             | 309       | 北緯77度02分25秒 東経95度58分05秒 / 北緯77.04028度 東経95.96806度   |
| 54   | ルドルフ島                                               | 295       | 北緯81度46分02秒 東経58度33分36秒 / 北緯81.76722度 東経58.56000度   |
| 55   | ノルトブルク島                                           | 289       | 北緯79度59分15秒 東経50度58分04秒 / 北緯79.98750度 東経50.96778度   |
| 56=  | ヴィゼ島                                                 | 288       | 北緯79度30分00秒 東経76度54分00秒 / 北緯79.50000度 東経76.90000度   |
| 56=  | エヴァ・リヴ島                                           | 288       | 北緯81度38分00秒 東経63度06分00秒 / 北緯81.63333度 東経63.10000度   |
| 58   | ボリショイ・ソロヴェツキー島                             | 246       | 北緯65度06分00秒 東経35度41分00秒 / 北緯65.10000度 東経35.68333度   |
| 59   | アラカムチェチェン島                                     | 268       | 北緯64度45分00秒 西経172度23分00秒 / 北緯64.75000度 西経172.38333度 |
| 60   | ウシャコフ島                                             | 265.6     | 北緯80度48分00秒 東経79度29分00秒 / 北緯80.80000度 東経79.48333度   |
| 61   | ボリショイ島（アルクチチェスキー・インスチトゥート諸島） | 259.5     | 北緯75度18分22秒 東経81度58分09秒 / 北緯75.30611度 東経81.96917度   |
| 62   | 色丹島                                                   | 250       | 北緯43度47分37秒 東経146度44分50秒 / 北緯43.79361度 東経146.74722度 |
| 63   | ウィーナー＝ノイシュタット島                             | 237       | 北緯80度48分06秒 東経58度31分14秒 / 北緯80.80167度 東経58.52056度   |
| 64   | 小タイミル島                                             | 232       | 北緯78度07分00秒 東経107度13分00秒 / 北緯78.11667度 東経107.21667度 |
| 65   | ウエジネニヤ島                                           | 202       | 北緯77度29分00秒 東経82度30分00秒 / 北緯77.48333度 東経82.50000度   |